# Austrosmittium kiwiorum
Austrosmittium kiwiorum är en svampart som beskrevs av M.C. Williams & Lichtw. 1990. Austrosmittium kiwiorum ingår i släktet Austrosmittium och familjen Legeriomycetaceae.   Inga underarter finns listade i Catalogue of Life.